# 艾德冈乌帕齐拉
艾德岡乌帕齐拉是孟加拉国吉大港专区科克斯巴扎爾县一个乌帕齐拉，於2021年7月26日設立，使該國的烏帕齊拉總數達到495個。东边是拉穆乌帕齐拉，南边是科克斯巴扎尔沙达尔乌帕齐拉，西边是马赫什卡里乌帕齐拉，北边是查加里亚乌帕齐拉。

## 人口
據2021年統計，艾德岡共有人口124794人。